# Gotherington
Gotherington est un village du Gloucestershire, en Angleterre.